# Admiralty Guyot
Der Admiralty Guyot (englisch) ist ein 55 km langer und 40 km breiter Guyot (tafelbergartiger Tiefseeberg) in der Somow-See vor der Nordküste des ostantarktischen Viktorialands. Er liegt zwischen den Balleny-Inseln und der Scott-Insel in einer Tiefe zwischen 400 und 3400 m unter dem Meeresspiegel.
Benannt ist er nach den Admiralty Mountains im benachbarten Viktorialand. Der britische Seefahrer James Clark Ross wiederum hatte dieses Gebirge 1841 entdeckt und es nach der britischen Admiralität benannt, der er unterstand.